# 3. San-marinesisches Kabinett
Das 3. san-marinesische Kabinett amtierte vom 28. Oktober 1943 bis zum 23. September 1944.
Nach der Befreiung Mussolinis und der Besetzung Italiens durch deutsche Truppen, kam es in San Marino zum Pakt der Befriedigung (Patto di Pacificazione). Ein Notstandskabinett mit erweiterten Befugnissen wurde ernannt, in das auch fünf Mitglieder der aufgelösten faschistischen Partei aufgenommen wurden. Die Regierung setzte sich zusammen aus den beiden Staatsoberhäuptern (Capitani Reggente), einem außerordentlichen Abgesandten bei den kriegführenden Kräften (Inviato straordinario presso le Forze Belligeranti), dem Innenminister (Segretario di Stato per gli Affari Interni), dem Außenminister (Segretario di Stato per gli Affari Esteri), zehn vom Parlament (Consiglio Grande e Generale) ernannten Mitgliedern und fünf Angehörigen der aufgelösten faschistischen Partei, ernannt von den Capitani Reggenti.

## Liste der Minister
| Minister             | Kommentar                                          |
| -------------------- | -------------------------------------------------- |
| Marino Della Balda   | Capitano Reggente                                  |
| Sante Lonfernini     | Capitano Reggente                                  |
| Ezio Balducci        | Inviato straordinario presso le Forze Belligeranti |
| Giuseppe Forcellini  | Segretario di Stato per gli Affari Interni         |
| Gustavo Babboni      | Segretario di Stato per gli Affari Esteri          |
| Francesco Balsimelli | vom Consiglio Grande e Generale ernannt            |
| Alvaro Casali        | vom Consiglio Grande e Generale ernannt            |
| Giuseppe Filippi     | vom Consiglio Grande e Generale ernannt            |
| Giovanni Franciosi   | vom Consiglio Grande e Generale ernannt            |
| Gino Giacomino       | vom Consiglio Grande e Generale ernannt            |
| Teodoro Lonfernini   | vom Consiglio Grande e Generale ernannt            |
| Ferruccio Martelli   | vom Consiglio Grande e Generale ernannt            |
| Antonio Morganti     | vom Consiglio Grande e Generale ernannt            |
| Moro Morri           | vom Consiglio Grande e Generale ernannt            |
| Enea Suzzi Valli     | vom Consiglio Grande e Generale ernannt            |
| Nullo Casali         | von den Capitani Reggenti ernannt                  |
| Teodoro Ceccoli      | von den Capitani Reggenti ernannt                  |
| Giuliano Gozi        | von den Capitani Reggenti ernannt                  |
| Giovanni Lonfernini  | von den Capitani Reggenti ernannt                  |
| Francesco Mularoni   | von den Capitani Reggenti ernannt                  |